# Asplenium obovatum
Asplenium obovatum is een varen uit de streepvarenfamilie (Aspleniaceae). Deze Europese varen is te vinden langs de Atlantische kust en de kusten van het Middellandse Zeegebied.

## Naamgeving enetymologie
- Engels: Lanceolate spleenwort
- Frans: Asplénium à frondes obovales

De botanische naam Asplenium is afgeleid van Oudgrieks ἄσπληνον, ásplēnon (= miltkruid). De soortaanduiding obovatum komt uit het Latijn en betekent 'eirond'.

## Kenmerken

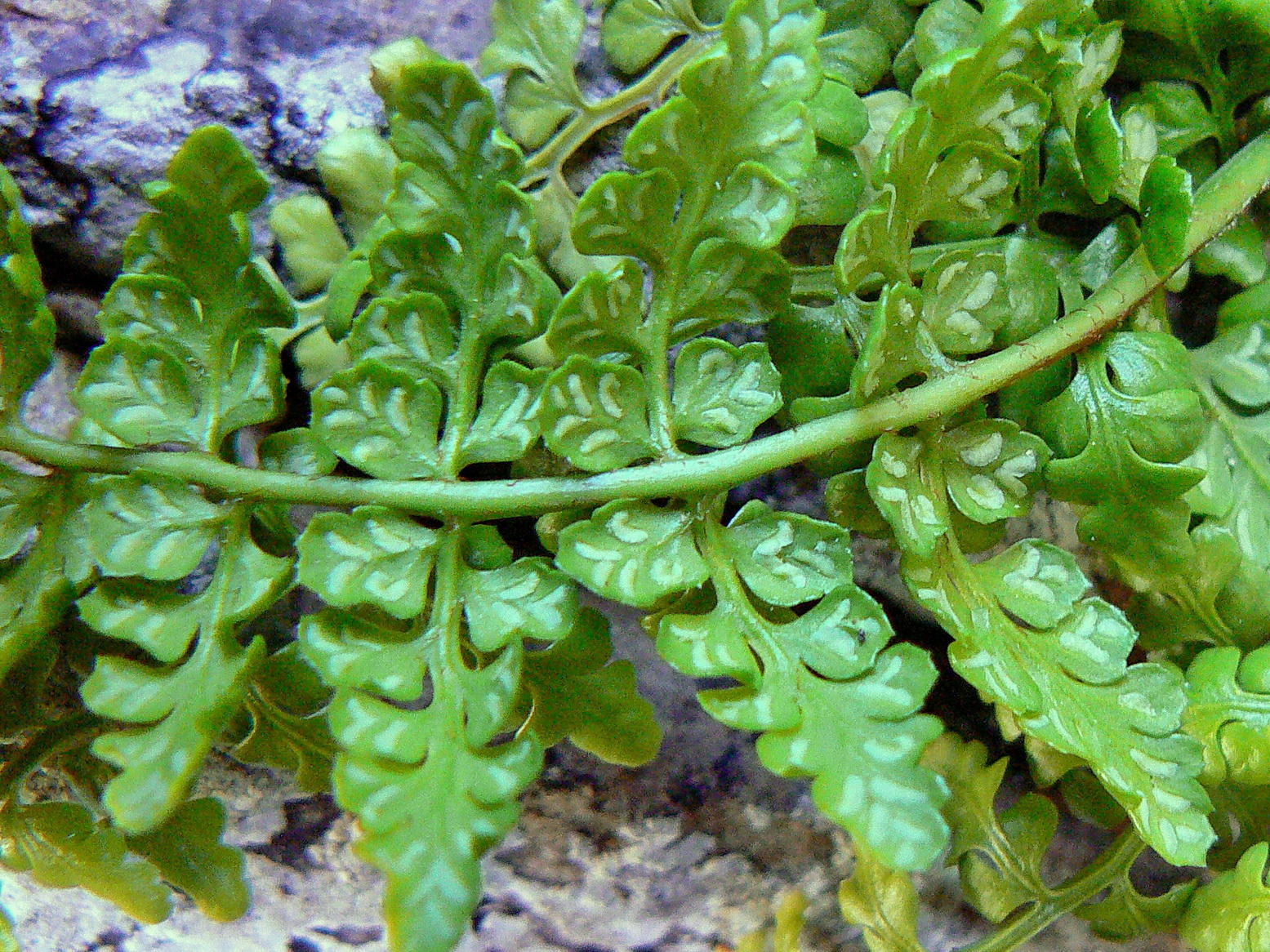
Asplenium obovatum subsp. obovatum, sporenhoopjes op de onderkant van het blad

De lancetvormige streepvaren is een tot 30 cm grote, altijdgroene terrestrische varen (hemikryptofyt) met in bundels geplaatste bladen. De bladsteel is half zo lang tot even lang als de bladschijf, donker, aan de basis geschubd, en voorzien van een enkele vaatbundel.
De bladschijf is lancetvormig tot ovaal, leerachtig aanvoelend, lichtgroen gekleurd, tweemaal geveerd, met gave tot diep gedeelde deelblaadjes, tot 5 cm lang. De bladslipjes zijn wigvormig aan de voet en rond aan de top, zonder of met enkele korte tanden. Het onderste, naar de top van het blad gericht bladslipje van elke vertakking is groter dan de andere en gelobd.
De sporenhoopjes zijn streepvormig, 1 tot 2 mm lang, en liggen tussen de bladrand en de nerf van de bladslipjes aan de onderzijde van het blad. Ze worden beschermd door een wit dekvliesje dat aan één zijde is vastgehecht. Bij rijpheid kan de hele onderzijde van het blad bedekt worden met sporendoosjes.

## Taxonomie
Vier ondersoorten worden onderscheiden:
- A. obovatum subsp. obovatum, de nominaat;
- A. obovatum subsp. lanceolatum
- A. obovatum subsp. protobillotii
- A. obovatum subsp. numidicum

## Habitat
Asplenium obovatum komt voor op beschaduwde, silicaatrijke rotsen, stenige bermen en oude muren, meestal in het litoraal of dicht bij de kust.

## Verspreiding en voorkomen
Asplenium obovatum komt voor langs de Atlantische kusten van West-Europa en het Middellandse Zeegebied, voornamelijk in Ierland, Wales, Zuidwest-Engeland, de Kanaaleilanden, Bretagne, Zuid-Frankrijk, Spanje, Macaronesië, Griekenland, Turkije en Marokko.

## Verwante en gelijkende soorten
Verwarring is mogelijk met de genaalde streepvaren (A. fontanum), de Forez-streepvaren (A. foreziense) en de lancetvormige streepvaren (A. billotii). A. obovatum heeft echter afgeronde bladslipjes met weinige en korte tanden. Het is ook een van de weinige streepvarens die kalk mijdt en vooral aan de kust gevonden wordt.
... · 
A. adiantum-nigrum (Zwartsteel) · 
A. adulterinum · 
A. aethiopicum · 
A. ×alternifolium · 
A. anceps · 
A. aureum · 
A. azoricum · 
A. billotii (Lancetvormige streepvaren) · 
A. bulbiferum · 
A. ceterach (Schubvaren) · 
A. cuneifolium · 
A. filare · 
A. fissum · 
A. fontanum (Genaalde streepvaren) · 
A. foreziense (Forez-streepvaren) · 
A. hemionitis · 
A. jahandiezii · 
A. lepidum · 
A. lolegnamense · 
A. majoricum · 
A. marinum (Zeestreepvaren) · 
A. nidus (Nestvaren) · 
A. obovatum · 
A. octoploideum · 
A. onopteris · 
A. petrarchae · 
A. ruta-muraria (Muurvaren) · 
A. scolopendrium (Tongvaren) · 
A. seelosii · 
A. septentrionale (Noordse streepvaren) · 
A. trichomanes (Steenbreekvaren) · 
A. trichomanes subsp. coriaceifolium · 
A. trichomanes subsp. pachyrachis · 
A. trichomanes subsp. quadrivalens · 
A. trichomanes subsp. trichomanes · 
A. viride (Groensteel) · 
A. viviparum · 
...